# Elektronisch cliëntendossier
Een elektronisch cliëntendossier (ECD) is een middel waarmee bedrijven in de gehandicaptenzorg, verpleging en thuiszorg gegevens bijhouden over hun cliënten. Dit omvat doorgaans het zorg- en begeleidingsplan, adresgegevens en resultaten van gedane onderzoeken. Deze gegevens worden in een ECD in digitale vorm bewaard en beschikbaar gemaakt. Ze zijn door middel van een computer te raadplegen.